# 10 del Taure
10 del Taure (10 Tauri) és un estel a la constel·lació del Taure de magnitud aparent +4,28. S'hi troba a 45 anys llum del sistema solar. L'estel conegut més proper a ell és GJ 3237, distant 3,08 anys llum.
10 del Taure és un estel groc de tipus espectral F9IV-V, que el situa entre una estrella subgegant i una nana groga. Sembla ser un estel evolucionat a punt d'abandonar la seqüència principal; conseqüentment és un estel antic, l'edat estimada del qual és de 5.300 ± 1.000 milions anys. Amb una temperatura efectiva de 5.996 K, és unes 3 vegades més lluminós que el Sol. El seu radi és un 35% més gran que el radi solar i gira sobre si mateixa amb una velocitat de rotació projectada de 4,5 km/s. La seva massa excedeix en un 15% a la massa solar i mostra una metal·licitat lleugerament inferior a la del nostre estel ([Fe/H] = -0,045). Les seves característiques físiques el fan molt semblant a Zavijava (β Virginis) i, igual que aquest, s'hi troba entre els objectius prioritaris del projecte Terrestrial Planet Finder per a la cerca de planetes terrestres.
L'excés d'emissió infraroja detectat en 10 del Taure suggereix l'existència d'un disc circumestel·lar envoltant l'estel. El disc de pols pot tenir unes 4,3 ua de radi i una temperatura de 142 K.